# Sekretarz generalny Organizacji Narodów Zjednoczonych
Sekretarz generalny Organizacji Narodów Zjednoczonych kieruje pracami Sekretariatu ONZ.
Wybierany jest na kadencję pięcioletnią przez Zgromadzenie Ogólne na wniosek Rady Bezpieczeństwa. Do kompetencji sekretarza generalnego należy zarządzanie majątkiem ONZ i prawo uczestniczenia w posiedzeniach wszystkich organów organizacji.
Obowiązki Sekretarza
1. administracja i zarządzanie sekretariatem;
2. reprezentowanie ONZ wobec wszystkich państw i organizacji;
3. utrzymywanie stałych kontaktów ze wszystkimi państwami członkowskimi;
4. prezentacja działania ONZ światowej opinii publicznej;
5. koordynacja działania systemu ONZ;
6. kreowanie nowych koncepcji i strategii;
7. pośrednictwo w sporach międzynarodowych;
8. nadzór nad przestrzeganiem praw człowieka;
9. nadzór nad akcjami humanitarnymi.

Sekretariat składa się z wielu biur i departamentów zajmujących się bieżącą działalnością ONZ. Sekretariat ma swoje biura w Genewie, Wiedniu i Nairobi. W sekretariacie pracuje ok. 15 tys. pracowników.

## Sekretarze generalni ONZ
| Nr | Zdjęcie | Sekretarz generalny     | Okres urzędowania                   | Kraj pochodzenia | Uwagi |
| -- | ------- | ----------------------- | ----------------------------------- | ---------------- | --- |
|    |         | Gladwyn Jebb            | 24 października 1945– 2 lutego 1946 | Wielka Brytania  | Sprawował funkcję jako pełniący obowiązki.                                                                                  |
| 1  |         | Trygve Lie              | 2 lutego 1946 – 10 listopada 1952   | Norwegia         | Zrezygnował ze stanowiska.                                                                                                  |
| 2  |         | Dag Hammarskjöld        | 10 kwietnia 1953 – 18 września 1961 | Szwecja          | Zginął w katastrofie lotniczej w Północnej Rodezji (obecnie Zambia). Uhonorowany pośmiertnie Pokojową Nagrodą Nobla (1961). |
| 3  |         | U Thant                 | 30 listopada 1961 – 31 grudnia 1971 | Birma            | Po drugiej kadencji przeszedł na emeryturę.                                                                                 |
| 4  |         | Kurt Waldheim           | 1 stycznia 1972 – 31 grudnia 1981   | Austria          | Chińskie veto dla jego trzeciej kadencji. Po 1981 już żaden sekretarz generalny nie ubiegał się o trzecią kadencję.         |
| 5  |         | Javier Pérez de Cuéllar | 1 stycznia 1982 – 31 grudnia 1991   | Peru             | |
| 6  |         | Butrus Butrus Ghali     | 1 stycznia 1992 – 31 grudnia 1996   | Egipt            | Amerykańskie veto dla drugiej kadencji.                                                                                     |
| 7  |         | Kofi Annan              | 1 stycznia 1997– 31 grudnia 2006    | Ghana            | W 2001 został uhonorowany Pokojową Nagrodą Nobla.                                                                           |
| 8  |         | Ban Ki-moon             | 1 stycznia 2007– 31 grudnia 2016    | Korea Południowa | |
| 9  |         | António Guterres        | od 1 stycznia 2017                  | Portugalia       | |